# Carroll John Daly
Carroll John Daly, conocido también como John D. Carroll, (Yonkers, estado de Nueva York, 14 de septiembre de 1889 -Los Ángeles, California, 16 de enero de 1958), dramaturgo y escritor estadounidense de novelas policiacas.

## Biografía
Estudió en la Academia Americana de Arte Dramático; protegido por un tío muy pudiente que alentó su carrera de escritor, se casó con Margaret G. Blakley en 1913, estrenó piezas teatrales en Atlantic City y escribió abundante narrativa de tema policiaco durante los años veinte y treinta del siglo XX. Es considerado el padre de la novela policiaca negra o hard-boiled de escuela norteamericana porque empezó a escribir ligeramente antes (1922) que los consagrados Dashiell Hammett y Raymond Chandler y creó estereotipos que ellos imitaron y, quizá, superaron, como el del detective privado duro y cínico, provisto de un código de honor personal y que contempla a la mayoría de las mujeres con sospecha o indiferencia, moviéndose por los escenarios sórdidos del hampa y de la corrupción política. Sus personajes detectivescos fueron menos reconocidos por no haber tenido nombre fijo al principio, y por eso en la actualidad está algo olvidado.
El escritor fue un personaje neurótico y agoráfobo. Entre otros detectives suyos, el más temprano en definirse fue el tosco Terry Mack (1923), que pronto fue sustituido por otro mejor delineado, Race Williams, perseguido por una fatal pelirroja, Flame. Críticos contemporáneos comenzaron a condenar a Daly acusándolo de subvertir la moral de la sociedad y quejándose de la calidad unidimensional de su escritura, lo que le supuso no pocas fricciones con su editor. Terminó su carrera escribiendo guiones de cómic y murió en 1958, poco apreciado y prácticamente olvidado.

## Obra
Es conocido como creador de los principios fundamentales de la novela negra o hard-boiled en 1923 con la narración Knights of the Open Palm, publicada el uno de junio de 1923 en la revista pulp o de ficción popular Black Mask, una de las muchas en que colaboró. Su detective más famoso se llama Race Williams, al que consagró más de sesenta relatos cortos y diez novelas y sirvió de modelo al "Agente de la Continental" de Dashiell Hammett. Durante los años veinte y treinta Daly fue considerado el líder de una escuela naturalista de novelistas policiacos, la llamada escuela estadounidense, y fue considerado como el creador del prototipo de detective privado cínico, duro y callejero que luego consagraron autores como Dashiell Hammett con su Sam Spade y Raymond Chandler con su Philip Marlowe, entre otros.

## Novelas
- The White Circle (1926)
- The Snarl of the Beast (1927)
- Man in the Shadows (1928)
- The Hidden Hand (1929)
- The Tag Murders (1930)
- Tainted Power (1931)
- The Third Murderer (1931)
- The Amateur Murderer (1933)
- Murder Won’t Wait (1933)
- Murder from the East (1935)
- Mr. Strang (1936)
- The Mystery of the Smoking Gun (1936)
- The Emperor of Evil (1937)
- Murder at Our House (1950)
- Ready to Burn (1951)